# Inez, Texas
Inez là một nơi ấn định cho điều tra dân số (CDP) thuộc quận Victoria, tiểu bang Texas, Hoa Kỳ. Năm 2010, dân số của nơi này là 2098 người.

## Dân số
- Dân số năm 2000: 1787 người.
- Dân số năm 2010: 2098 người.